# Enicospilus herero
Enicospilus herero là một loài tò vò trong họ Ichneumonidae.